# Stołeczna
Stołeczna – wieś w Polsce położona w województwie zachodniopomorskim, w powiecie gryfińskim, w gminie Trzcińsko-Zdrój.
W latach 1975–1998 miejscowość administracyjnie należała do województwa szczecińskiego.

## Zabytki
- pierwotny pałac zbudowano w XV wieku, natomiast reprezentacyjny, secesyjny pałac wybudował Konrad von Sydow[3] w 1892 r. z tarasem i dwiema wieżami: niższą, okrągłym przekroju postawioną w narożu po prawej stronie frontu, zwieńczoną miedziana kopułą; drugą wysoką, zbudowaną na planie prostokąta, zwieńczoną dachem namiotowym. Obiekt otoczony parkiem krajobrazowym z pierwszej połowy XIX w., przez który przepływa strumień; w parku starodrzew: buki, dęby, jesiony, lipy i świerki oraz okazy bluszczu[4].
- kościół z XIV w. z barokową wieżą dobudowaną podczas przebudowy w XVIII w.[5], wewnątrz bogato złocony ołtarz[6]